# Islandské království
Islandské království (islandsky Konungsríkið Ísland, dánsky Kongeriget Island) byl předchůdce dnešní republiky Island, v letech 1918 až 1944. Jednalo se o nezávislý stát v personální unii s Dánským královstvím. Jediným islandským králem po celou existenci byl dánský král Kristián X.

## Cesta k nezávislosti
V roce 1397 se Island společně s Norskem dostal pod nadvládu Dánska a poté následovalo dlouhé období hospodářského úpadku. Až v roce 1874 byla dosažena autonomie. V roce 1814 se po Kielském míru rozpadlo Dánsko-Norsko; Island i když původně norská država (stejně jako Grónsko a Faerské ostrovy), zůstal v područí Dánska. V roce 1874 konečně přiznalo Dánsko Islandu ústavu a domácí vládu, čímž získal vnitřní autonomii.
Osamostatňování Islandu pokračovalo v roce 1918 vytvořením společné dánsko-islandské komise, která se po dvou týdnech shodla na úplné autonomii pro Island. A tak po schválení dánským a islandským parlamentem byl přijat návrh, pro nějž se v referendu vyslovila většina (90%) obyvatel Islandu. Přijetím tohoto návrhu se stal 1. prosince 1918 Island suverénním a samostatným státem, oslavy ale zhatila krutá zima. Island měl s Dánskem společného krále, a tudíž s ním byl v personální unii. Dánsko se až do odvolání staralo o obranu islandských vod a vyplatilo Islanďanům 2 miliony korun do fondu na Islandu a v Dánsku, jelikož s nezávislostí byly zrušeny dánské příspěvky. Na islandskou žádost také mohlo Dánsko zastupovat Island v zahraničí. Smlouva o personální unii byla platná do roku 1940 a po uplynutí mohl kterýkoli z obou států požádat o úpravu nebo, pokud k revizi do tří let od roku 1940 nedošlo, mohl jakýkoli z obou států smlouvu jednostranně vypovědět.

## Island za druhé světové války

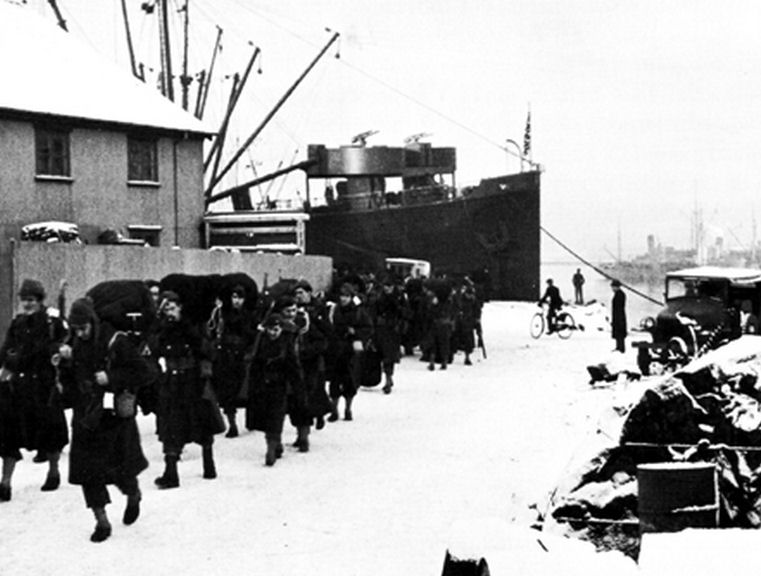
Jednotky americké armády přijíždějí do Reykjavíku, Leden 1942

Obyvatelé Islandu žili podle zákona o unii z roku 1918 v neutrální zemi bez armády a svou neutralitu si hodlali udržet. Pro válečné období byla utvořena tzv. válečná a také regentská rada (jelikož král Kristián X. žil v Němci obsazeném Dánsku). Vláda ani po okupaci Dánska nepřijala britskou nabídku ochrany. Proto Britové ze strachu, aby Němci neobsadili Island, podnikli bleskovou operaci "Fork" a 10. května 1940 Island obsadili. Roku 1941 převzaly obranu Islandu od Britů zatím neutrální Spojené státy americké. Na to přistoupili Islanďané s podmínkou vyklizení Islandu ihned po skončení války a respektování suverenity Islandu. USA na Islandu vybudovaly především letiště u města Keflavík a rozmístily na ostrově radarové stanice. Díky Američanům se rapidně snížila nezaměstnanost. V době nejvyššího stavu měly USA na Islandu 47 000 vojáků.

## Vyhlášení republiky
Už od začátku 30. let někteří lidé byli pro zrušení personální unie s Dánskem. I obrana islandských vod již po obsazení Dánska Německem nebyla možná. Proto od roku 1942 probíhaly přípravy na změnu státního zřízení. Smlouva o unii s Dánskem byla vypověditelná roku 1944. Na žádost dánských velvyslanců a Američanů byl až roku 1944 Altingem schválen návrh zrušení unie s Dánskem a vyhlášeno celonárodní referendum, kterého se zúčastnilo 98% voličů, 97% z nich dalo hlas ke zrušení unie a 95% jich dalo hlas republice. 17. června 1944 byl Island vyhlášen republikou a byla zrušena personální unie s Dánskem. Alting zvolil za 1. prezidenta Sveinna Björnssona. Král Kristián X. poslal k tomuto dni telegram, v němž vyjádřil politování nad tím, že se s ním islandský lid rozchází za těchto poměrů, ale popřál mu vše nejlepší.
Změna ústavy spočívala převážně v nahrazení slova král slovem prezident.
Po válce odešly do jara 1947 všechny cizí vojenské jednotky, ale v tu samou dobu bylo obnoveno jednání s USA o předání letiště v Keflavíku a možnosti mezipřistání amerických letadel, z čehož Islandu plynuly peníze. Island stále zůstával neutrální a bez armády.
Roku 1949 bylo Islandu nabídnuto členství v NATO a vláda nabídku přijala, ovšem pod podmínkou, že v době míru nebudou na Islandu rozmístěna cizí vojska. V roce 1951 již vláda podepsala dohodu o obraně s USA a v Keflavíku přistálo prvních 15 letadel s americkými vojáky.
V rámci Marshallova plánu získal Island v letech 1948 až 1960 kolem 70 milionu dolarů. Od roku 1971 byly z Dánska postupně navráceny islandské rukopisy.